# Liza T
Liza T (parfois Lisa T) est une chanteuse camerounaise née le 28 octobre 1968 à Douala. Elle est morte le 20 juin 2017 dans la même ville.

## Biographie

### Origine
De son vrai nom Élise Tchuissa Yankoua, Liza T a des origines Bazou, département du Ndé, région de l'Ouest. Elle vit dans le quartier PK 15, dans l'arrondissement de Douala troisième.

### Carrière
Liza T enregistre son premier album au studio Makassi, produit par Françoise Krennet et arrangé Eko Roosevelt. Dix titres constituent cet album qui est publié 1991 avec deux titres phares : Associé et Nostalgie sorti en 1992 sont classés parmi les classiques du Makossa des années 1990, et avec un succès international au rendez-vous,. Toujours en ces débuts des années 90, elle fait avec le chanteur Jean Noël Sengat, avec qui elle collabore dans les titres Associé et Nostalgie, un duo pour commettre le fameux album Makossa Duo et dans lequel sont inclus les deux titres phares de la chanteuse.
Son deuxième album intitulé Mélodie est en cours de production et presque prêt. Mais il ne verra jamais le jour, car l'artiste est empêchée à cause de sa maladie.
En plus du français, Liza T chante en plusieurs langues camerounaises : Douala, Ewondo, Mendoumba, etc. Elle a pour idole Charlotte Mbango.

### Long retrait
Après son album à succès Associé, Liza T déserte la scène et les studios pendant une vingtaine d'années pour des raisons de maladies. Il en est au point où elle est méconnaissable, atteinte de goitre, de dépression nerveuse et est sans véritable assistance pour sa prise en charge. Elle reçoit de l'aide de Samuel Eto'o Fils qui prend en charge ses soins au Centre Hospitalier Universitaire de Yaoundé (CHU),. Après un relatif rétablissement, elle reprend de service en offrant quelques prestations dans certains cabarets.

### Décès
Malgré l'assistance dont elle bénéficie pour son rétablissement, l'état de santé de Liza T se dégrade. Le mardi 20 juin 2017 à 5 h 30 du matin, elle décède à son domicile à Douala, au quartier PK 15, elle a 48 ans. Son inhumation se fait le 15 juillet 2017 à Bazou, dans le département du Ndé, région de l'Ouest.

### Famille
Liza T est mère d'une fille.

## Sources et références
1. ↑  « Qui était l'artiste Liza T? »  [html], sur CamerounWeb, 20 juin 2017 (consulté le 5 août 2024).
2. ↑  (en) « LIZA T: DE LA LUMIÈRE VERS LES TÉNÈBRES. », sur KANKAN WAYS (consulté le 5 août 2024).
3. 1 2 3  cameroun24 net-Master Communication, « Nécrologie: la chanteuse Lisa T est décédée », sur www.cameroun24.net (consulté le 5 août 2024).
4. 1 2  Ericien Pascal Nguiamba, « Cameroun : la chanteuse Liza T gravement malade, interpelle le gouvernement »  [html], sur Actu Cameroun, 14 septembre 2016 (consulté le 5 août 2024).
5. 1 2  « Nécrologie : Décès de l’artiste Camerounaise Lisa T », sur Lebledparle, 20 juin 2017 (consulté le 5 août 2024).
6. ↑  « Focus sur Lisa T: souvenir de ses classiques »  [html], sur CamerounWeb, 21 juin 2017 (consulté le 5 août 2024).
7. ↑  (en-US) « Makossa star Liza T dies, aged 48 – Cameroon Intelligence Report », 20 juin 2017 (consulté le 5 août 2024).
8. 1 2  steph, « Petite pensée ce matin Liza T », sur Agenda Culturel du Cameroun, 12 novembre 2021 (consulté le 5 août 2024).
9. ↑  Yolande Tankeu, « World news CAMEROUN :: Cameroun, Deuil : L'artiste Lisa T. a commencé le voyage sans retour :: CAMEROON CAMEROUN INFO - CAMEROUN ACTU », sur camer.be, 14 juillet 2017 (consulté le 4 mars 2025).
10. ↑  « L’artiste Liza T. confirme que Samuel Eto’o Fils l’a aidé à se soigner », sur Lebledparle, 22 janvier 2016 (consulté le 5 août 2024).
11. 1 2  « Cameroon-Info.Net », sur www.cameroon-info.net (consulté le 5 août 2024).
12. ↑  Yolande Tankeu, « Actualités CAMEROUN :: Cameroun, Deuil : L'artiste Lisa T. a commencé le voyage sans retour :: CAMEROON News », sur camer.be, 14 juillet 2017 (consulté le 5 août 2024).